# Complejo Real (Belgrado)
El Complejo Real (en serbio: Краљевски комплекс o bien Kraljevski kompleks) está situado en Dedinje, una prestigiosa zona de la ciudad de Belgrado, en Serbia. Se compone de dos palacios: Kraljevski Dvor (Palacio Real) y Beli Dvor (Palacio Blanco). El complejo real Dedinje cubre un área de más de 100 hectáreas, de las cuales 27 hectáreas rodean el Palacio Real y las otras 12 hectáreas corresponden a Beli dvor. Los edificios de servicio incluyen cocinas, garajes, cuarteles para guardias, la oficina del Jefe de la Corte Real, etc.
El complejo Real está cubierto de parques del tipo jardín inglés, donde se permite el crecimiento de vegetación natural, mientras que alrededor de los dos palacios se aplica el estilo de jardín francés, lo que significa que las flores, los arbustos y los árboles tienen formas perfectamente formadas y son plantados en orden estrictamente geométrico.